# 冈本敏子
冈本敏子（日语：岡本 敏子, 1926年1月1日—2005年4月20日）日本人，舊姓「平野」，曾是艺术家冈本太郎的秘书兼伴侣，後來成為養女。

## 生平
1926年出生于千叶县，毕业于東京女子大学文理学部。后进入出版社工作，担任冈本太郎的秘書。由于冈本太郎不想结婚（可能来源于父母的不幸福婚姻），鉴于两人的亲密关系和财产继承相关法律，一直充当事实上的妻子，后成为养女改姓岡本。1996年冈本太郎突然去世，留下数件未完成作品，之后帮忙整理遗作，将其故居改建为冈本太郎纪念馆。
2005年4月在东京都自己家中浴室逝世，享年79岁。日本编剧大森寿美男将其故事改编为电视剧TARO之塔，由常盤貴子饰演。